# Марек Орамус
Марек Орамус (пол. Marek Oramus, 23 березня 1952, Сеправ) — польський письменник-фантаст та публіцист.

## Біографія
Марек Орамус народився у Краківському воєводстві. У 1975 році він закінчив механіко-енергетичний факультет Сілезької Політехніки в Гливицях, далі до 1977 року навчався у післядипломній Школі Журналістики при Варшавському університеті. Ще з 1972 року Марек Орамус співпрацював із гливицьким відділом студентського часопису «Tygodnik Studencki Politechnik». Також Орамус був заступником головного редактора студентського видання «itd». У 1983—1986 роках працював рецензентом технічного журналу «Przegląd Techniczny», та отримав за цей час нагороду журналу «Fantastyka». Він є автором циклу фейлетонів «П'яте пиво» (пол. Piąte piwo), які друкувались з 1990 року, спочатку у журналі фантастики «Fenix», пізніше у журналі «Nowa Fantastyka». 55 із них пізніше опубліковані у збірці «Роздуми над киснем» (пол. Rozmyślania nad tlenem).
Літературний дебют Марека Орамуса відбувся у 1972 році, коли на шпальтах видання «itd» опубліковано його гумореску «Пачка» (пол. Paczka). Як фантаст Орамус дебютував у 1975 році оповіданням «Евтаназія» (пол. Eutanazja) на сторінках журналу «Tygodnik Studencki Politechnik». Першою окремою книгою автора став роман «Сонні переможці» (пол. Senni zwycięzcy), опублікований у 1983 році, який відносять до галузі соціальної фантастики. Цей роман подає образ закритого, маніпульованого суспільства, у якому можна знайти паралелі до польського суспільства 80-х років ХХ століття.
У 2007 році на урочистостях, присвячених 25-річчю журналу «Fantastyka», міністром культури та національної спадщини Польщі Казімежем Міхалом Уяздовським Марек Орамус був нагороджений Бронзовою медаллю «За заслуги в культурі Gloria Artis». З 2010 року Марек Орамус співпрацює із газетою «Жечпосполіта». Марек Орамус також відомий як літературний критик у царині польської фантастики.

## Твори

### Романи та повісті
- «Сонні переможці» (пол. Senni zwycięzcy), 1982
- «Арсенал» (пол. Arsenał), 1985
- «День шляху до Меорії» (пол. Dzień drogi do Meorii), 1990
- «Свято сміху» (пол. Święto śmiechu), 1995
- «Канкан на вулкані» (пол. Kankan na wulkanie), 2009
- Третє нашестя марсіан, пол. Trzeci najazd Marsjan, 2010

### Збірки оповідань
- «Особисте устаткування» (пол. Wyposażenie osobiste), 1987
- «Цвинтарні гієни» (пол. Hieny cmentarne), 1989
- «Революція з доставкою на місце» (пол. Rewolucja z dostawą na miejsce), 2002

### Оповідання, опубліковані в журналах або антологіях
- «Квадрофонічна біла гарячка» (пол. Kwadrofoniczne delirium tremens), 1984 (публікувалось в № 2 журналу «Problemy», пізніше у 1986 році в антології польської фантастики «Przepowiednia»)

#### Публіцистичні видання
- «Роздуми над киснем» (пол. Rozmyślania nad tlenem), 2001
- «Боги Лема» (пол. Bogowie Lema), 2007